# حسن أباد كريك (دنا)
حسن أباد كريك (بالفارسية: حسن‌آباد کریک) هي قرية تقع في إيران في قسم دنا الريفي. يقدر عدد سكانها بـ 66 نسمة .